# エキストラレボリューション
「エキストラレボリューション」は、ZAQの4枚目のシングル。2013年10月23日にLantisから発売された。
2013年11月27日に発売されたKANBAN娘。のカバーシングルについても記述する。

## 概要
前作「激情論」から2か月ぶりのリリースとなる2013年3作目のシングル。初回盤のみ、表題曲のミュージック・ビデオと、そのメイキング映像を収録したDVD付き。同年11月27日には“フィノ（CV：田所あずさ）”、“セアラ（CV：島形麻衣奈）”、“ノヴァ（CV：曽和まどか）”、“エルザ（CV：新田恵海）”、“ラム（CV：山田奈都美）”、“ロア（CV：宝木久美）”、“アイリ（CV：岩崎可苗）”がKANBAN娘。を結成し、表題曲のカバーが発売された。

## 批評
CDジャーナルはZAQのシングルを「高いソングライティング力もさることながら、展開ごとに表情豊かな歌唱を見せてくれる技量には脱帽。万華鏡のごときポップセンスを体感できる一枚」と評した。また、ダ・ヴィンチ電子ナビ編集部は「可愛さとポップさが溢れる曲。ZAQの多様性を感じさせられる。最初は賛否両論だったようだが、次第にスルメ曲として評価されていった。また、OPの振り付けも、謎ダンスとして話題になったので記憶に新しい方も多いだろう」と評した。

## 収録内容
特記以外全曲、作詞・作曲・編曲：ZAQ

### ZAQのシングル
1. エキストラレボリューション [3:54]
  - テレビアニメ『勇者になれなかった俺はしぶしぶ就職を決意しました。』オープニングテーマ[3]
2. ナミダノート [4:10]
3. キャンディレイン [4:22]
4. エキストラレボリューション（off vocal）

DVD（初回限定盤のみ）
1. 「エキストラレボリューション」(Music Video)
2. Making of EXTRA REVOLUTION!!

### KANBAN娘。のシングル
1. エキストラレボリューション [3:55]
2. レオン王都店へようこそ! [4:38]
作詞：松井祥平 作曲・編曲：酒井陽一
歌：ラウル（河本啓佑）、セアラ（島形麻衣奈）、ノヴァ（曽和まどか）、ロア（宝木久美）
3. レンアイカスタマーサービス! [3:26]
作詞：松井祥平 作曲・編曲：酒井陽一
歌：フィノ（田所あずさ）、エルザ（新田恵海）、アイリ（岩崎可苗）、ラム（山田奈都美）
4. エキストラレボリューション（off vocal）
5. レオン王都店へようこそ!（off vocal）
6. レンアイカスタマーサービス!（off vocal）

## その他のカバー
- 喜多日菜子（深川芹亜） - ゲーム『アイドルマスター シンデレラガールズ スターライトステージ』収録曲として2020年12月10日に追加[5]。